# Alexandre Banza
Alexandre Banza (10 de outubro de 1932 – 12 de abril de 1969) foi um oficial militar tenente-Coronel e político da República Centro-Africana. Serviu no exército francês durante a Primeira Guerra da Indochina antes de se juntar às forças armadas da República Centro-Africana. Como comandante da base militar Campo Kassaï em 1965, Banza ajudou Jean-Bédel Bokassa a derrubar o governo do presidente David Dacko. Bokassa recompensou Banza nomeando-o como ministro de Estado e ministro das Finanças do seu no novo governo. Banza rapidamente estabeleceu a reputação do novo regime no exterior e estabeleceu relações diplomáticas com outros países. Em 1967, Bokassa e o seu protegido tiveram uma grande discussão sobre as extravagâncias do presidente. Em abril de 1968, Bokassa removeu Banza do cargo de ministro das finanças. Reconhecendo as tentativas de Bokassa em prejudicar a sua imagem, Banza fez uma série de comentários altamente críticos à maneira como o presidente lidava com o governo. Bokassa respondeu abolindo o cargo de ministro de Estado.
Banza decidiu então realizar um golpe de estado. Ele confidenciou o plano a alguns oficiais militares que esperava que apoiassem a sua tentativa de tomada do poder. Um dos seus confidentes, Jean-Claude Mandaba, entrou em contacto com o presidente e informou-o da data do golpe, 9 de abril de 1969. Horas antes de executar o golpe, Banza foi alvo de uma emboscada por Mandaba e levado diretamente a Bokassa. Este espancou Banza quase até à morte antes de Mandaba sugerir que Banza fosse julgado, pois a imagem do presidente sairia prejudicada se ele fosse simplesmente assassinado. No dia 12 de abril Banza apresentou o seu caso a um tribunal militar, que rapidamente condenou-o à morte por fuzilamento. Terá sido levado para um campo aberto, onde foi executado e enterrado numa cova anónima. Circunstâncias alternativas da morte de Banza foram relatadas na revista Time e no Le Monde. No rescaldo do golpe fracassado, a família, cônjuge e associados próximos de Banza foram todos presos e enviados para a prisão ou deportados. Com Banza eliminado, Bokassa gastou extravagantemente e cercou-se de aduladores.

## Juventude e carreira militar
Banza nasceu no dia 10 de outubro de 1932. Foi o primeiro de três filhos e cresceu no território do povo Gbaya. Banza estudou em Camarões e Congo-Brazzaville. Nos seus vinte anos serviu no exército francês na Primeira Guerra da Indochina e esteve estacionado no Gabão, em Marrocos, na Tunísia e em outros locais na África colonial. Tinha um histórico militar semelhante ao do seu futuro colega Jean-Bédel Bokassa, que também havia servido na Primeira Guerra da Indochina e esteve estacionado em África e na Europa como especialista em transmissões de rádio. Depois, Banza regressou à República Centro-Africana, onde se alistou nas forças armadas. Brian Titley, autor de Dark Age: The Political Odyssey of Emperor Bokassa, descreveu Banza como um oficial militar "inteligente, ambicioso e sem escrúpulos".

## Papel no golpe de Estado de São Silvestre

### Contexto
O presidente da República Centro-Africana David Dacko, primo de Bokassa, assumiu o país em 1960 depois de vencer uma luta pelo poder contra Abel Goumba. Bokassa deixou o exército francês para se juntar ao exército da República Centro-Africana em 1962. Em 1965 o país estava em crise – corrupção e crescimento económico lento, e, ao mesmo tempo, as suas fronteiras eram violadas por rebeldes de países vizinhos. Dacko obteve ajuda financeira da República Popular da China mas, apesar desse apoio, os problemas do país persistiam. Bokassa, agora comandante-em-chefe do exército, fez planos para assumir o governo; Dacko tomou conhecimento disso e contra-atacou formando uma gendarmaria chefiada pelo chefe da polícia Jean Izamo, que rapidamente se tornou no conselheiro mais próximo de Dacko.
As tensões entre Dacko e Bokassa aumentaram. Em dezembro de 1965, Dacko aprovou um aumento orçamentário para a gendarmaria de Izamo, mas rejeitou a proposta orçamentária para o exército de Bokassa. Neste momento Bokassa disse aos amigos que estava irritado com o tratamento de Dacko e estava "a caminhar para um golpe de estado". Dacko planeava substituir Bokassa por Izamo como o seu conselheiro militar pessoal e queria promover oficiais do exército leais ao governo, enquanto rebaixava Bokassa e os seus associados próximos. Bokassa percebeu que precisava de agir rapidamente contra Dacko e temia que o seu exército de 500 homens não fosse suficiente para enfrentar a gendarmaria e a guarda presidencial. Também estava preocupado de que os franceses interviessem para ajudar Dacko, como ocorreu após o golpe de estado de 23 de fevereiro no Gabão contra o presidente Léon M'ba. Após receber a notícia do golpe do chefe do Estado-Maior do país, Albert-Bernard Bongo, oficiais em Paris enviaram paraquedistas para o Gabão e restauraram M'ba ao poder numa questão de horas. Banza, que era então comandante da base militar Campo Kassaï, no nordeste de Bangui, ofereceu a Bokassa o seu apoio e persuadiu o ainda preocupado comandante-em-chefe a realizar o golpe.

### Execução do golpe

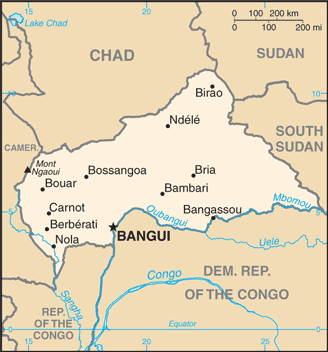
A capital Bangui, representada com uma estrela no mapa, foi o local do golpe

No início da noite de 31 de dezembro de 1965, Dacko deixou o Palais de la Renaissance para visitar uma das plantações de um seu ministro a sudoeste da capital. Às 22h30 WAT (UTC 21:30), o capitão Banza deu ordens aos seus oficiais para iniciar o golpe; um dos seus subordinados deveria subjugar o guarda de segurança no palácio presidencial, enquanto o outro deveria assumir o controlo da Rádio-Bangui para impedir a comunicação entre Dacko e os seus seguidores. Bokassa ligou para Izamo no seu quartel-general, pedindo-lhe que viesse ao Campo de Roux para assinar alguns papéis que precisavam da sua atenção imediata. Izamo, que estava numa festa de Ano Novo com amigos, concordou com relutância e viajou no carro da sua esposa para o acampamento. Ao chegar, foi confrontado por Banza e Bokassa, que o informaram do golpe em andamento. Depois de anunciar a sua recusa em apoiar o golpe, Izamo foi dominado e trancado num porão.
Pouco depois da meia-noite, nos primeiros minutos do dia 1 de janeiro de 1966, Bokassa e Banza organizaram as suas tropas e anunciaram o seu plano de assumir o governo. Bokassa afirmou que Dacko renunciou à presidência e deu o cargo ao seu conselheiro próximo Izamo. Ele então disse aos soldados que tinham que agir agora para impedir que a gendarmaria assumisse o exército da República Centro-Africana. Ele então perguntou aos soldados se eles apoiariam o seu curso de ação; os homens que se recusaram foram para a cadeia. Às 00:30 WAT, Banza, Bokassa e os seus partidários deixaram Campo de Roux para tomar a capital. Encontraram pouca resistência e conseguiram tomar Bangui numa questão de horas. Bokassa e Banza então correram para o Palais de la Renaissance, onde tentaram prender Dacko, que não estava lá. Bokassa começou a entrar em pânico, pois acreditava que o presidente havia sido avisado do golpe com antecedência, e imediatamente ordenou que os seus soldados procurassem Dacko no campo até que fosse encontrado.
Dacko não estava ciente dos eventos que aconteciam na capital. Após deixar a plantação do seu ministro perto da meia-noite, dirigiu-se à casa de Simon Samba para pedir ao líder Aka Pgymy que realizasse um ritual de fim de ano. Depois de uma hora na casa de Samba, foi informado do golpe em Bangui. Foi preso por alguns dos homens de Bokassa ao entrar em Pétévo, na fronteira oeste da capital. Dacko foi escoltado até ao palácio presidencial, onde Bokassa abraçou o presidente e lhe disse: "Tentei avisá-lo, mas agora é tarde demais". O presidente Dacko foi então levado para a prisão de Ngaragba, no leste de Bangui, por volta das 02:00 WAT. Num movimento que pensou que aumentaria a sua popularidade no país, Bokassa ordenou que o diretor da prisão, Otto Sacher, libertasse todos os prisioneiros da cadeia. Bokassa então levou Dacko para Campo Kassaï às 03:20 WAT, onde o presidente foi forçado por Banza a renunciar ao cargo. Banza queria matar Dacko, mas Bokassa não permitiu, acreditando que Dacko ainda teria alguma utilidade. Mais tarde, os oficiais de Bokassa anunciaram na Radio-Bangui que o governo Dacko havia sido derrubado e Bokassa havia assumido o controle. Enquanto isso, Banza assumiu os centros administrativos, onde políticos, diplomatas e outros funcionários de alto nível comemoravam a chegada do Ano Novo.

## Ministro no governo de Bokassa
Banza foi nomeado ministro das Finanças e ministro de Estado no novo governo. O regime primeiro garantiu o reconhecimento diplomático do presidente François Tombalbaye do vizinho Chade, que Bokassa conheceu em Bouca, Ouham. Depois de Bokassa retribuir o gesto e ter-se encontrando Tombalbaye no dia 2 de abril de 1966, ao longo da fronteira sul do Chade em Fort Archambault, os dois decidiram ajudar-se um ao outro na eventualidade de algum deles correr o risco de perder o poder. Logo depois, outros países africanos começaram a reconhecer diplomaticamente o novo governo. No início, o governo francês estava relutante em apoiar o regime de Bokassa, então Banza foi a Paris para se encontrar com oficiais franceses de modo a convencê-los de que o golpe era necessário para salvar o país da turbulência. Bokassa encontrou-se com o primeiro-ministro Georges Pompidou no dia 7 de julho de 1966, mas os franceses permaneceram evasivos em oferecer o seu apoio. Depois de Bokassa ter ameaçado retirar o país da zona monetária do franco, o presidente francês Charles de Gaulle decidiu fazer uma visita oficial à República Centro-Africana no dia 17 de novembro de 1966. Para o novo governo, essa visita significou que os franceses haviam aceite as novas mudanças no país.
Como ministro das Finanças, Banza direcionou grande parte da sua energia e tempo para tirar o país da falência. Banza também foi bem-sucedido nos seus esforços para construir a reputação do governo no exterior, ao mesmo tempo em que se estabeleceu como um líder respeitado e querido. Muitos acreditavam que ele não permaneceria como braço direito de Bokassa por muito mais tempo. Depois de Banza ser promovido de capitão a tenente-coronel em 1965, Bokassa percebeu que a sua maior ameaça política não vinha do que restava do grupo de apoiante de Dacko, mas sim do próprio Banza.
Dois anos depois, os dois tiveram uma grande discussão sobre o orçamento do país, pois Banza opôs-se veementemente aos gastos extravagantes de Bokassa. Bokassa mudou-se para Campo de Roux, onde sentiu que poderia administrar o governo com segurança sem ter que se preocupar com a sede de poder de Banza. Entretanto, Banza tentou obter uma base de apoio dentro do exército, passando grande parte do seu tempo na companhia de soldados. Bokassa reconheceu o que o seu ministro estava a fazer, e então enviou unidades militares mais simpáticas a Banza para a fronteira do país e trouxe os seus próprios apoiantes do exército o mais próximo possível da capital. Em setembro de 1967 realizou uma viagem especial a Paris, onde pediu proteção das tropas francesas. Dois meses depois, o governo enviou 80 paraquedistas para Bangui.
No dia 13 de abril de 1968, durante mais uma das suas frequentes remodelações de governo, Bokassa rebaixou Banza a ministro da Saúde, mas deixou-o permanecer no seu outro cargo de ministro de Estado. Ciente das intenções do presidente, Banza aumentou a sua vocalização de opiniões políticas divergentes. Um ano mais tarde, depois de Banza ter feito uma série de comentários altamente críticos a Bokassa e à sua gestão da economia, o presidente, percebendo uma ameaça imediata ao seu poder, removeu Banza do cargo de ministro de Estado.

### Plano do golpe de 1969
Banza revelou a sua intenção de dar um golpe ao tenente Jean-Claude Mandaba, comandante de Campo Kassaï, a quem ele buscava obter apoio. Mandaba concordou com o plano, mas a sua lealdade permaneceu com Bokassa. Quando Banza contatou os seus co-conspiradores a 8 de abril de 1969, informando-os de que executariam o golpe no dia seguinte, Mandaba imediatamente telefonou para Bokassa e o informou do plano. Quando Banza entrou em Campo Kassaï no dia 9 de abril de 1969, foi emboscado por Mandaba e os seus soldados. Os homens tiveram que quebrar os braços de Banza antes de conseguirem dominá-lo e atirá-lo para dentro do porta-bagagens de um Mercedes, levando-o diretamente até Bokassa. Na sua casa em Berengo, Bokassa espancou Banza quase até à morte antes de Mandaba sugerir que Banza fosse julgado por causa da imagem pública do presidente.
No dia 12 de abril Banza apresentou o seu caso perante um tribunal militar em Campo de Roux, onde admitiu o seu plano, mas afirmou que não planeava matar Bokassa. Foi condenado à morte por fuzilamento, levado para um campo aberto perto do Campo Kassaï, executado e enterrado numa cova anónima. As circunstâncias da morte de Banza foram contestadas. A revista americana Time, informou que Banza "foi arrastado [...] e Bokassa cortou-o [...] os guardas então espancaram Banza até quebrarem as suas costas, arrastaram-no pelas ruas de Bangui e finalmente dispararam nele." O jornal francês Le Monde informou que Banza foi morto em circunstâncias "tão revoltantes que ainda fazem a carne arrepiar":

Duas versões sobre as circunstâncias finais da sua morte diferem num pequeno detalhe. Será que Bokassa o amarrou a um pilar antes de dilacera-lo pessoalmente com uma faca que ele havia usado anteriormente para mexer o seu café no conjunto de café Sèvres azul dourado de meia-noite, ou o assassinato foi cometido na sua secratária com a ajuda de outras pessoas? No final da tarde, soldados arrastaram um cadáver ainda identificável, com a coluna vertebral esmagada, de quartel em quartel para servir de exemplo.

## Consequência do golpe
Alguns dias depois, Bokassa mandou prender a esposa de Banza e os seus nove filhos, que acabaram deportados para Berbérati e depois para Birao. Foram libertados a 6 de maio de 1971. A amante de Banza, Julienne Kombo, que entrou no Palais de la Renaissance chorando histericamente após a morte do seu amante, foi presa e permaneceu encarcerada até 24 de junho de 1972. O pai de Banza foi enviado para a prisão, onde morreu de fome e exaustão a 24 de abril de 1970 na Prisão Central de Ngaragba. Os dois irmãos mais novos de Banza, Beuoane e Gouboulo, foram demitidos da gendarmaria em julho e enviados para a prisão de Ngaragba. Em agosto de 1971, foram retirados da prisão, e nunca mais foram vistos.
Bokassa também perseguiu os associados próximos de Banza, como Joseph Kallot, Faustin Marigot e Polycarpe Gbaguili. Kallot e Marigot morreram na prisão em junho de 1969 e abril de 1971, respetivamente. Com a exceção de Gbaguili, que permaneceu na prisão até à queda do regime de Bokassa a 20 de setembro de 1979, os outros associados foram soltos meses após a sua prisão. Gbaguili serviu como testemunha nos julgamentos criminais de Bokassa por traição, assassinato, canibalismo e peculato durante a década de 1980, explicando em detalhes os numerosos crimes e violações de direitos humanos que o ex-ditador havia cometido.
Ao eliminar o seu perigoso rival, Bokassa demonstrou a sua capacidade de lidar implacavelmente com dissidentes e oponentes políticos. Começou a governar de forma mais arbitrária após o caso Banza, dando a si mesmo o controlo de vários cargos ministeriais e do exército. Num exemplo, promoveu o segundo-tenente François Bozizé, o futuro presidente da República Centro-Africana, a general depois de bater num francês que mostrou desrespeito ao presidente. De acordo com Brian Titley, autor de Dark Age: The Political Odyssey of Emperor Bokassa, cercou-se de "bajuladores, que estavam muito dispostos a nutrir os seus crescentes delírios de grandeza"; sem ninguém para detê-lo, e também gastou dinheiro de forma descuidada.